# 金為時
金 為時（こん の ためとき、1017年（寛仁元年）? - 1088年（寛治2年）?）は、平安時代後期の陸奥国の豪族。金為尚（ためなお、為直とも）の子とし、安倍貞任の舅と『十訓抄』に見える金為行（ためゆき）を兄弟とする系図が存在する。官位は外従五位下・気仙郡司。

## 出自
金氏の出自には、以下の2つの説がある。1つは阿倍氏流金氏であり、左大臣・阿倍倉梯麻呂の後裔で貞観元年（859年）に初代気仙郡司として下向し、貞観13年（871年）に郡内産出の金を朝廷に献上したことにより金姓を賜与された、兵庫允・安倍為雄（ためかつ、為勝とも）の子孫とし、もう1つは新羅王族の金姓であり、武蔵国埼玉郡の新羅人で天平5年（733年）に金姓の賜姓を受けた金徳師の子孫とされる。
昆・紺・今・近・金野・昆野・紺野・今野・近野などの苗字は支流もしくは亜流とされる。子孫に大河兼任の乱時の金為俊（ためとし）がいる。

## 経歴
『陸奥話記』によると、前九年の役では陸奥国気仙郡司として国司・源頼義に従って戦う。敵方である安倍氏側には同姓の為行・師道・依方の名が見えることや、兄弟との伝承のある為行が安倍貞任の舅であるとの史料があることから、陸奥在庁官人として藤原経清・平永衡らと同様に安倍氏と婚姻関係等を結び、一族として行動していたことが推定される。天喜4年（1056年）に永衡が謀反の嫌疑で殺され、経清も安倍方へ投じたが、為時は源軍として退却の"しんがり"を勤め厳冬の前線を死守した。戦闘は膠着したが、天喜5年（1057年）9月に為時は下毛野興重とともに頼義に奥六郡背後の攪乱、具体的には釶屋・仁土呂志・宇曽利（現青森県東部-岩手県北部か？）にかけての夷人の首（かしら）である安倍富忠を調略を進言する。結局この攪乱は成功し、富忠を味方に引き入れることに成功する。安倍頼時は富忠らを思いとどまらせようと自ら向かい利害を陳べようとするが、富忠の伏兵に攻撃を受け横死した。
その後も、安倍氏は頼時の遺児貞任を中心に戦い、戦いの帰趨は清原氏の援軍を待つこととなったためか、前九年の役後の康平6年（1063年）2月25日の除目に為時の名は見られない。

## 登場作品
テレビドラマ
- 『炎立つ』（1993年-1994年、NHK大河ドラマ、演：三上剛仙）